# Esaias Tegnér

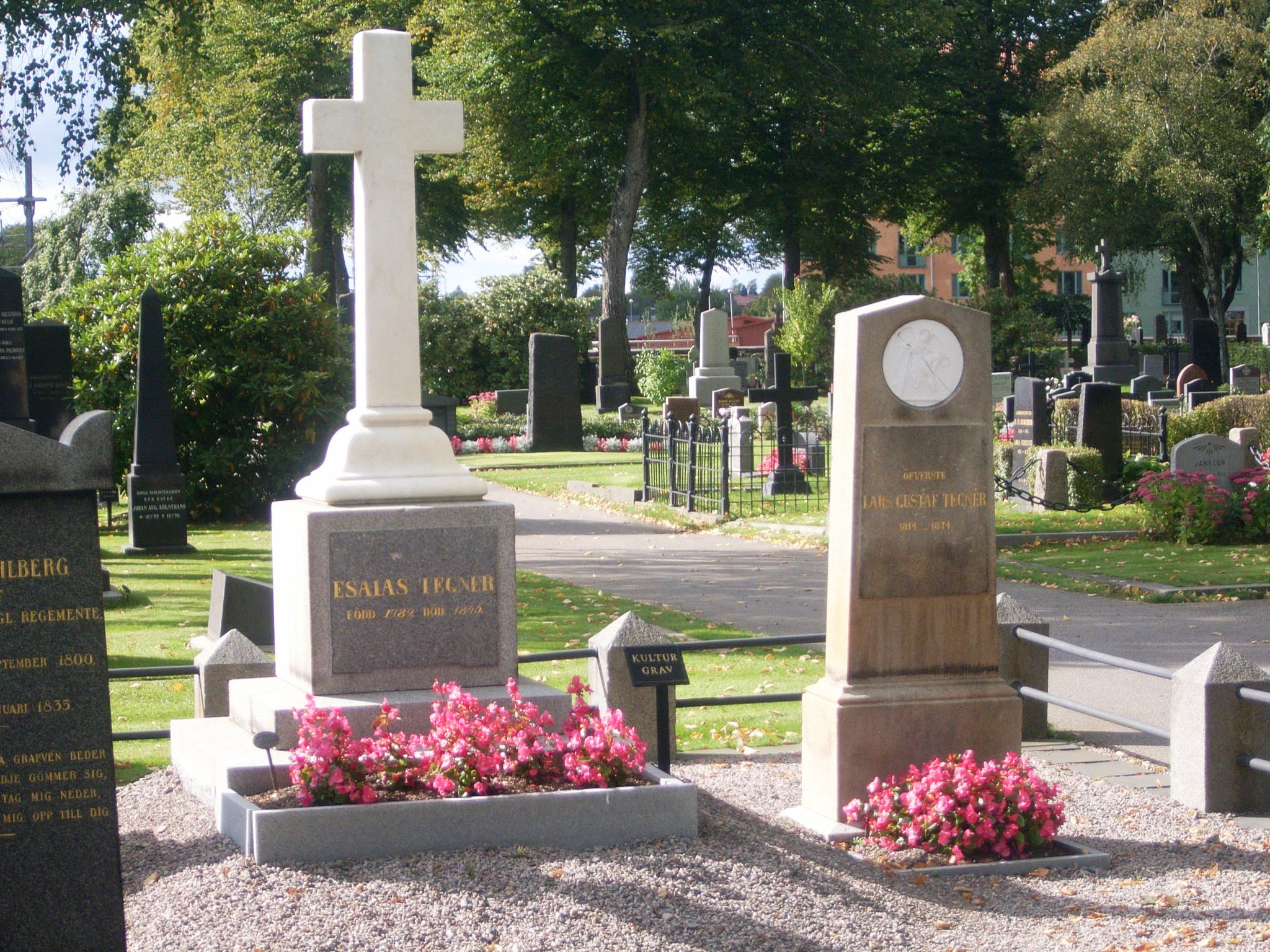
Esaias Tegnérs grav på Växjö kyrkogård

Esaias Tegnér, född 13 november 1782 i Kyrkeruds komministerboställe i By socken i Värmland, död 2 november 1846 i Växjö, var en svensk skald och kulturpersonlighet. Han var professor i grekiska vid Lunds universitet, biskop i Växjö stift från 1824 samt ledamot av Svenska Akademien (stol 8) från 1819.

## Biografi

### Uppväxt

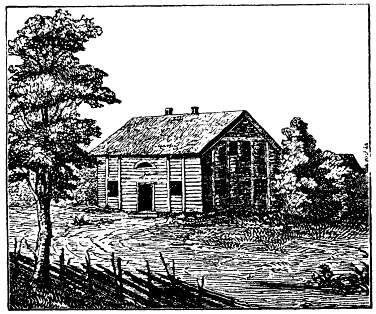
Esaias Tegnérs födelsehem, Kyrkeruds komministerboställe, i sitt dåvarande skick.

Tegnérs far var komministern Esaias Lukasson (som tog sig namnet Tegnerus efter födelsesocknen Tegnaby i Småland); modern hette Sara Maria Sejdelia och var dotter till en värmländsk kyrkoherde. Tegnérs far dog som kyrkoherde i Millesviks församling den 10 februari 1792 och efterlämnade änka, två döttrar och fyra söner. Två av de senare, Lars Gustav och Elov, var då studenter i Lund, den tredje hade en intellektuell funktionsnedsättning och den nioårige Esaias, yngst i syskonskaran, hade i föräldrahemmet nätt och jämnt lärt sig läsa, skriva och räkna. En kort tid vistades han hos bröderna i Lund och åtnjöt deras handledning.  
För att hjälpa familjen tog en ungdomsvän till fadern, kronofogden Jakob Branting, hand om Esaias Tegnér i sitt hem för att låta honom bli biträde på kronofogdekontoret. Men efter några år, under vilka den unge Tegnér på lediga stunder läste allt vad han kunde komma åt av vitterhet och historia, fann Branting att Tegnér hade större talanger än att bli kontorist. Då brodern Lars Gustaf blev informator hos Brantings svåger, kapten Lövenhjelm på Malma, ordnade Branting att Esaias i mars 1796 fick tillåtelse att vistas i Löwenhjelms hus för att ta del av broderns undervisning. När sedan Lars Gustaf blev tillfrågad om att bli informator hos brukspatronen, sedermera bergsrådet Myhrman på Rämen, ställde han som villkor att få ta med Esaias. Detta beviljades, och i juli 1797 anlände bröderna till Rämen. Där fullföljde Tegnér de redan på Malma påbörjade studierna av såväl de döda språken som av fransk och engelsk litteratur. 
Hösten år 1799 var han mogen för akademiska studier och inskrevs den 4 oktober som student vid Lunds universitet. Höstterminen 1800 och vårterminen 1801 var han informator hos baron Leijonhufvud på Yxkullsund i Småland. I december 1801 tog han filologie kandidatexamen och i maj 1802 filosofie kandidatexamen samt innehade vid samma års magisterpromotion första hedersrummet. Hans gradualavhandling hette De causis ridendi (Om skrattets orsaker). Några månader därefter förlovade han sig med Anna Myhrman, yngsta dottern till sin tidigare välgörare. Sedan han i december 1802 utgett två latinska avhandlingar, av vilka den ena hade till ämne Aisopos fabler och den andra Kants filosofiska term "tinget i sig", blev han den 7 januari 1803 av Anders Lidbeck kallad till en docentur i estetik. Han arbetade som informator i Stockholm våren samma år och blev samma höst notarie i filosofiska fakulteten. Han sökte samma år platsen som adjunkt vid Karlstads högre allmänna läroverk, förbigicks av domkapitlet, överklagade och fick platsen. I Lund ville man emellertid inte mista honom utan skapade med tanke på honom en ny plats varpå han den 26 februari 1805 utnämndes till adjunkt i estetik; därmed förenades den 26 september samma år befattningen som vice bibliotekarie. Hur obetydlig än inkomsten av dessa tre tjänster var beslöt han dock att gifta sig och den 22 augusti 1806 stod hans bröllop.

### Ungdomsdiktning
Redan som ung hade Tegnér flitigt roat sig med att rimma, så att han vann, som han själv sade, "ett slags teknisk färdighet och välde över språket". Ett stort alexandrinepos, "Atle", tillkom vid denna tid. Under besök på Rämen skrev han flera dikter, bland vilka två hade till ämne den av honom även under senare åren så högt beundrade Napoleon. I Lund fortsatte han sin poetiska verksamhet, hyllande som mönster de gustavianska och franska poeterna. Från och med 1801 tävlade han nästan oavbrutet; till Svenska Akademien sände han oden och reflektionsdikter ("Öfver lifvets plågor och tröst", 1801, sedan kallad "Religionen", "Ungdomen", 1803, "Kulturen och Ynglingens sotsäng", 1805, Försonligheten", 1806, omarbetad under titeln "Fördragsamheten", 1808), men fick aldrig mer än hedersomnämnanden. Han belönades däremot 1802 av Göteborgs Vetenskaps och vitterhetssamhälle för "Elegi vid en broders död", skriven med anledning av Lars Gustafs bortgång. Samma akademi belönade 1804 hans dikt "Den vise", hållen i den tidens didaktiska stil, men märklig eftersom den helt och hållet är präglad av Kants åskådning. Mer uppmärksamhet än dessa väckte den samma år i Lunds veckoblad intagna sången "Till min hembygd". Inspirationen till dikten hämtade han ur kärleken till barndomshemmet och bildspråket är här rikt, kraftigt och djärvt; dikten torde även ha haft det praktiska syftet att stödja hans ansökan till en tjänst som adjunkt i Karlstad. Även den samma år skrivna dikten "Vid en borgarflickas graf" väckte mycket uppseende. Många av Tegnérs ungdomsdikter vittnar om den världssmärta och dödslängtan som särskilt under denna tid var utmärkande för hans känsloliv tillika den gryende romantiken.

### Vägen till berömmelse
1810 och närmast följande år visade sig hos Tegnér ett mycket starkt inflytande av tysk vetenskap och diktning. Hans åskådningssätt tog avgörande intryck av den tyska idealistiska filosofin, i främsta rummet Kant, Fichte och Friedrich von Schelling, och hans utveckling i sina väsentliga drag kom att ansluta sig till samma riktning inom tidens idéliv som övriga romantiska skalder i Sverige hyllade. Dock blev han mer förtrolig med Friedrich Schiller än till exempel Uppsalaromantikerna, och den krets av tyska romantiker, Novalis-Tieck-August Wilhelm Schlegel-Friedrich Schlegel, som dessa i synnerhet beundrade. Dessa lämnade Tegnér tämligen oberörd. I sin estetiska uppfattning följde Tegnér Kant och Schiller; i sina vetenskapliga föreläsningar stod han i fullständigt beroende av andra tyska lärda: Bendavid, Jacobs, Koppen, Clodius, Bouterwek med flera. Tegnérs genombrott till självständighet som diktare ägde rum under frigörelse från den eudaimonistiska upplysningsfilosofin; uttryckssättet förblev trots detta präglat av den gustavianska poesin, långt efter sedan hans uppfattning blivit en annan.
Samtidigt tog Tegnér stora intryck av den danska poesins renässans, dels genom den 1804 till Lund överflyttade Pehr Henrik Ling, dels genom litterär påverkan av särskilt Adam Oehlenschläger. En påbörjad dramatisk behandling av Blot-Svens saga kastade han på elden efter att ha läst Oehlenschlägers Hakon Jarl. Tegnérs diktning vände sig vid flera tillfällen till ämnen ur den samtida världshistorien; Nelson och Pitt samt England och Frankrike tillkom 1806. I slutet av 1808 gav han i "Krigssång för skånska landtvärnet" luft åt sin glödande fosterlandskärlek, sitt hat till Ryssland – rysshatet förblev livet igenom en härskande känsla hos honom – samt sin trotsiga tillit till den, som han såg den, svenska tapperheten och det svenska frihetssinnets obetvingliga kraft; dikten trycktes emellertid först under senare hälften av 1809.  
Tegnér, som 1808–1809 föreläst i estetik och den 6 december 1810 erhållit professors titel, vistades sommaren 1811 på Rämen med anledning av sin svärfars frånfälle. Där skrev han sin "Svea", vilken samma år inlämnades till Svenska Akademien och belönades med dess stora pris. Redan 1809 hade han i sången över "N. F. Sparrsköld" uttalat sin sorg över Sveriges förlust av Finland samt 1810 i sången "Till kronprinsen Karl August" gett uttryck åt det nyvaknade hoppet om en upprättelse och en lyckligare framtid. Båda dessa stämningar smälte ihop i dikten "Svea". Ett praktiskt politiskt agitationssyfte hade dikten genom att uppmana till krig och stålsätta nationalmedvetandet. Då "Svea" i försiktigt valda utdrag upplästes på akademiens högtidsdag fick den många bifall. Hade "Krigssången" gjort Tegnérs namn känt i vida författarkretsar så gav "Svea" honom en plats bland landets främsta poeter. Offentliggjord, i akademiens handlingar, blev dikten först 1817.

### Götiska förbundet och skandinavismen

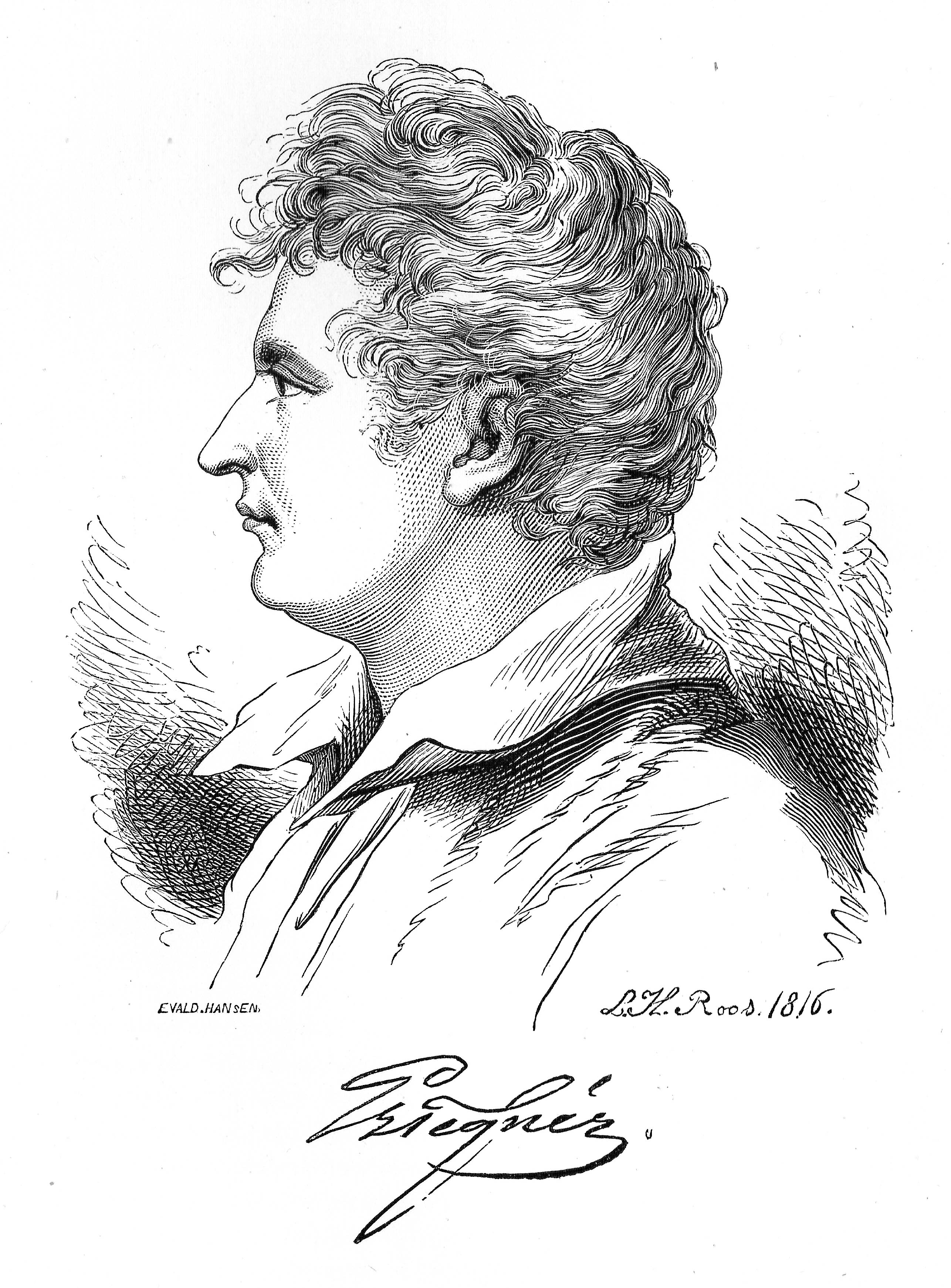
Esaias Tegnér avbildad vid 34 års ålder efter ett verk av Leonard Roos af Hjälmsäter (1787–1827). Bild publicerad med signatur i Tegnérs Samlade skrifter 1876.

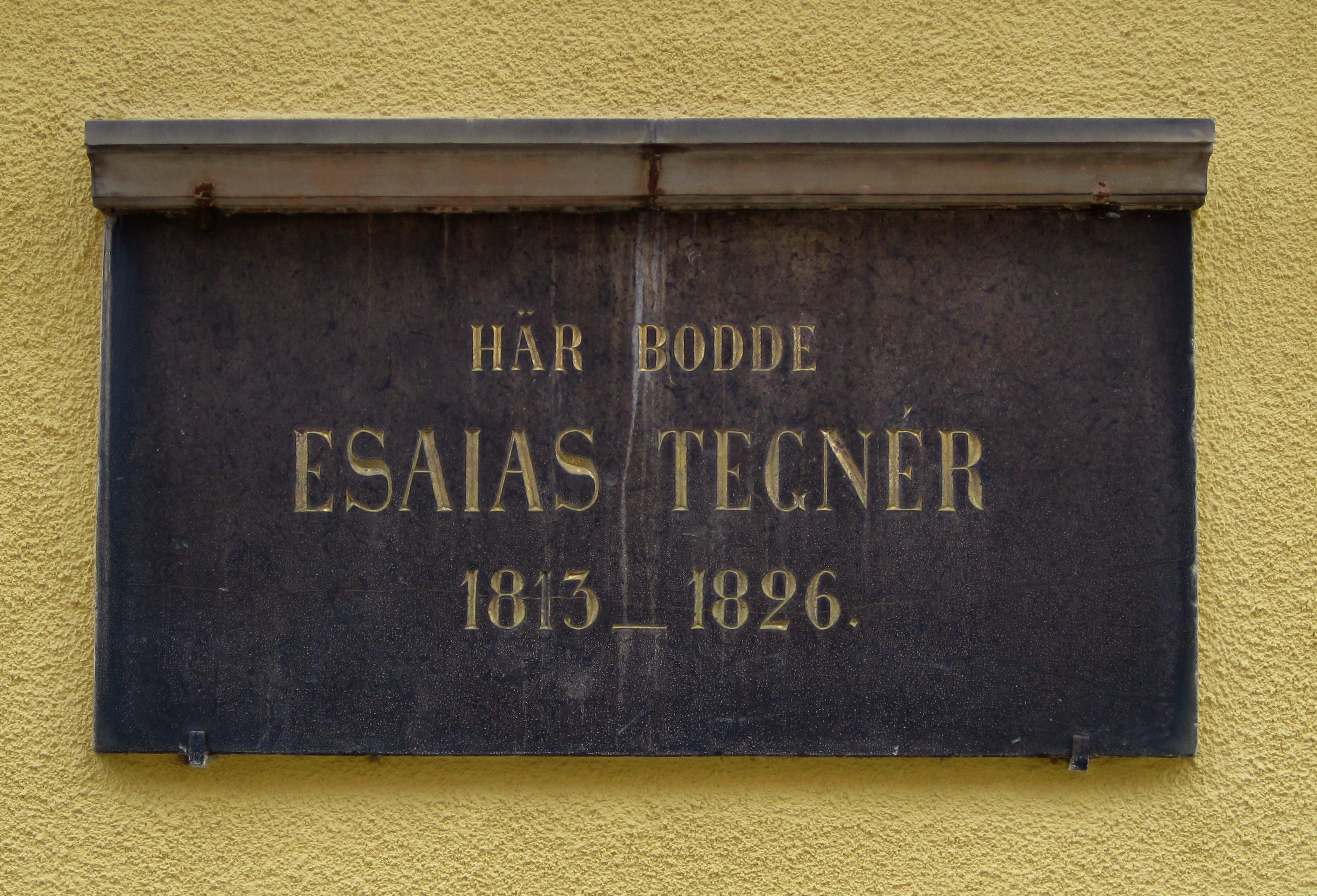
Minnesskylt på väggen till Tegnérs bostad i Lund åren 1813–1826. Resterna av fastigheten utgör i dag Tegnérmuseet.

I februari 1812 tog Tegnér inträde i Götiska förbundet (han bar där namnet "Bodwar Bjarke") och i dess tidskrift, Iduna, offentliggjorde han under årets lopp flera dikter från denna tid: "Majsång", "Elden" (skriven 1805, omarbetad i ganska hög grad), "Skidbladner", "Flyttfåglarne". 
Den 26 februari samma år blev han utnämnd till professor i grekiska vid Lunds universitet och erhöll samtidigt ett prebendepastorat (Stävie och Lackalänga); för sin snabba universitetskarriär, som i hög grad främjades av hans författarverksamhet, hade han främst att tacka universitetskanslern Lars von Engeström. Sedan han utgett och försvarat en teologisk avhandling blev han prästvigd den 20 december 1812 och skrev med anledning därav sin dikt "Prästvigningen" om vilken Franzén uttalade att den "strålar av himmelsk skönhet", och vilken även Atterbom beundrade. 
1813 ägnade han en dikt, "Hjälten" åt sin ungdoms favorit, Napoleon, vilken hotades av den europeiska koalitionen och genom slaget vid Leipzig störtades från sin maktställning. Tegnérs "Hjälten" är skriven före nämnda slag men han vågade inte trycka den förrän 1828, även om den genast genom avskrifter fick stor spridning. "Skaldens morgonpsalm", "Asatiden" och sannolikt även "Sång till solen" tillhör samma år.
Napoleons fall hade bland annat till följd föreningen av den skandinaviska halvöns båda riken. Tegnér hälsade denna tilldragelse med dikten "Nore", offentliggjord vid en akademisk fest i Lund (februari 1814) till firande av Kielfreden. Tegnér, som höll fast vid sin Napoleonbeundran och hyste orubblig motvilja mot Karl XIV Johans politik, alliansen med Ryssland med mera, omnämnde inte kronprinsen i dikten, men väl Karl August, och diktens program är närmast en skandinavism, som inte stämde med den politiska situationen men som gjorde dikten synnerligen lämplig till spridning i Norge.

### Definitionskamp – förnuft och känsla
I den från och med 1810 pågående striden mellan den äldre skolan och den nya romantiska tog Tegnér ingen del trots att båda sidor uppmanade honom till det. För de gamla gustavianerna hyste han stor aktning om han också omfattade en motsatt uppfattning av poesins uppgift och hade föga gemensamt med den åskådning som frambars i polemiken av den gamla skolans vapendragare, Per Adam Wallmark. Bland de unga romantikerna var Atterbom den ende som i hans ögon röjde talang. Men den utpräglat romantiska spekulationen och den polemiskt kritiska verksamheten hos Uppsalaromantikerna var honom lika osympatiska och för dess i hög grad metafysiska och stämningsmusikaliska diktning saknade han intresse. 
Med åren ökade hans ovilja; den klyfta som från början fanns i estetisk uppfattning vidgades i hög grad genom den politiska motsättningen. Som svuren fiende till Heliga alliansen ställde sig Tegnér i motsatsförhållande till den så kallade "historiska skolan"; de så småningom allt mer negativa omdömen som Hammarsköld med flera fällde om Tegnérs författarskap framkallade inte blott harmvers sådana som "Hammarspik" utan även beslutet att direkt ingripa i striden. På båda sidor fälldes i brev och samtal bittra omdömen. 1815 förlorade Tegnér sin äldre bror Elof, en lika varm vän av den äldre litteraturen som missaktare av den nya, såväl den fosforistiska som den götiska. I gravkvädet över honom varnade skalden för den vålnad som han fann med "blod i händerna och vanvett i ögat" stiga upp ur medeltidens grav och breda sin svarta jesuitkåpa över jorden: han uppmanade Leopold att kring sig samla de äldre skalderna till kamp för ljus och sanning mot "mörkrets liga". Denna dikt, Till Leopold, blev aldrig av skalden själv offentliggjord; den trycktes först i de efter hans död av Böttiger utgivna "Samlade skrifter". 
1816 deltog han ivrigt i de resultatlösa försöken att starta en tidskrift som skulle fungera som motvikt till Svensk litteraturtidning – någon gemensam positiv grundval för ett dylikt företag fanns inte, och de stridiga intressena kunde inte förenas; och till Leopold skrev han att det ondas grund ligger djupare än hos några recenserande studenter i Uppsala, ty "dessa kopieringsmaskiner äro icke annat än blinda verktyg af tidens förfärliga anda". Den upphetsade stämning varav sådana uttryck fått sin prägel och som berodde på att han då befann sig i en depressionsperiod lade sig småningom. 
I sitt berömda "Tal vid jubelfesten 1817" (till firande av reformationen) höll han domedag över såväl den gamla som den nya världsåskådningen, onekligen föga påkallat av tillfället. I "adertonde seklets bildning" kritiserade han den materialistiska uppfattningen av konst, religion och vetenskap, förståndsdespotismen, den uteslutande riktningen på det nyttiga. Han förklarade att hans själ vämjdes vid att på detta sätt stäcka andens vingar, men han gav sitt erkännande åt dess uppskattning av människovärdet, dess krav på samvets- och tankefrihet och dess klarhet i tanke och form. 1700-talet hade "fallit på sin synd" och då nu det nyktra förståndets herravälde tagit slut var det inte så underligt att fantasin, "det lätta, rosenmantlade gudabarnet, i känslan af sin nyvunna frihet tittar in öfverallt, äfven där, dit det egentligen icke hörer". 
Men dessvärre syntes man bara ha utbytt en ytterlighet mot en annan. Man fordrade med rätta en djupare religiositet, men betraktade inte religionen "såsom en ensak för känsla och tro, utan såsom en bilaga till ett metafysiskt system för dagen"; man yrkade på allvar och grundlighet i vetenskapen, men man förfuskade klarheten och ordningen; man krävde med rätta i konsten det betydelsefulla och djupa, men sökte "påtruga oss en poesi utan form och bestämdhet [...], som spökar omkring i månskenet och målar sina sammanflytande bilder – i molnen". Han uttalade den förhoppningen att ur "de kämpande elementernas strid skall en bättre och skönare skapelse utgå". Detta tal retade naturligtvis båda partierna. Wallmark underkastade det en skarp och hånfull granskning i Allmänna journalen, och i Svensk litteraturtidning förklarades Tegnér sakna andan och kärleken, det heliga allvaret; Tegnérs poesi flöt från hjärnan, inte från hjärtat, den var väl skimrande och glänsande men liknade ett av solen bestrålat isberg vid nordpolen. 
Tegnérs avlade i "Tal på Oskarsdagen 1823" sin politiska trosbekännelse. Hans ideala statsform var den konstitutionella monarkin men konstitutionen fick inte vara en "spekulativ", utan en "historisk", vilken "växt upp och utbildat sig med folken". Med skärpa uppträder han mot den på kontinenten härskande politiska reaktionen och uttalade sin förhoppning att i den pågående kampen "de moderatas parti måste slutligen segra; ty all verklig politik är, i tidens närvarande skick, en förmedlande".

### Inträde i Svenska Akademien och vidare karriär

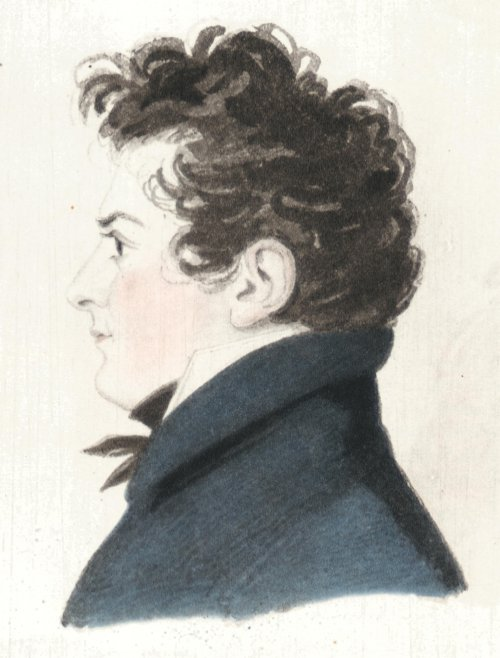
Esaias Tegnér på 1820-talet. Teckning av Leonard Roos af Hjälmsäter (1787–1827).

Samma år Tegnér höll sitt jubeltal, skrev han "Stjärnsången" och "Språken", följda året därpå av de allmänt omtyckta sångerna "Karl XII" och "Göta lejon". Invald i Svenska Akademien den 5 november 1818 tog han där sitt inträde den 22 juni 1819 med sitt "Minne av Oxenstierna", ett stycke som genom sin hänförda skildring av Gustav III och hans tidevarv tjusade gustavianerna; i dess uttalanden om poesins språk och vältaligheten gav han karakteristiska programpunkter i estetiska frågor. Samma år väckte hans anonyma dikt "Halkan" i Stockholms-Posten mycket bifall.
Då Tegnér fungerade som promotor vid magisterpromotionen i Lund 1820 avslutade han denna med sin berömda "Epilog", som "flög med ljungeldens fart öfver hela landet och väckte allmän hänryckning", enkel och samtidigt konstnärligt fulländad, lika djup till tankeinnehållet som skön till formen. Dess polemik mot romantiken är hållen i en värdig och lugn ton. Atterbom uppträdde visserligen till försvar för mystiken men han började sitt svar med orden: "Ja, Epilogen är skön, och med fog du klarheten prisar: Glänsande alltid du var; nu är tillika du sann". Emellertid avväpnades Tegnér av Atterboms "Fridsrop", som han kallade "det sannaste, ädlaste, skönaste, som på länge varit diktadt i Sverige", och avstod från vidare polemiska inlägg.
Den religiösa idyllen Nattvardsbarnen (1820) med sin vackra tillägnan till skaldens forne lärare och gynnare Mattias Norberg, skildrar stämningsrikt och allvarligt en konfirmation i en värmländsk lantkyrka; i den enkle prästens ord framlägger Tegnér sin humanitetsreligion. Formen, hexameter, hade av Tegnér 1811 på det skarpaste utdömts, men sedermera vunnit uppskattning i Sverige. Dikten blev inte bara en framgång i Sverige utan även i utlandet, framförallt i Tyskland.
Under tillfrisknandet efter en sjukdom skrev Tegnér inom några få dygn, romansen Axel (dec. 1821, tryckt 1822), som inleds med en dedikation till Leopold vilken djupt rörde den gamle skalden. Dess förebild är att söka i Byrons smärre berättande dikter.

### Frithiofs saga

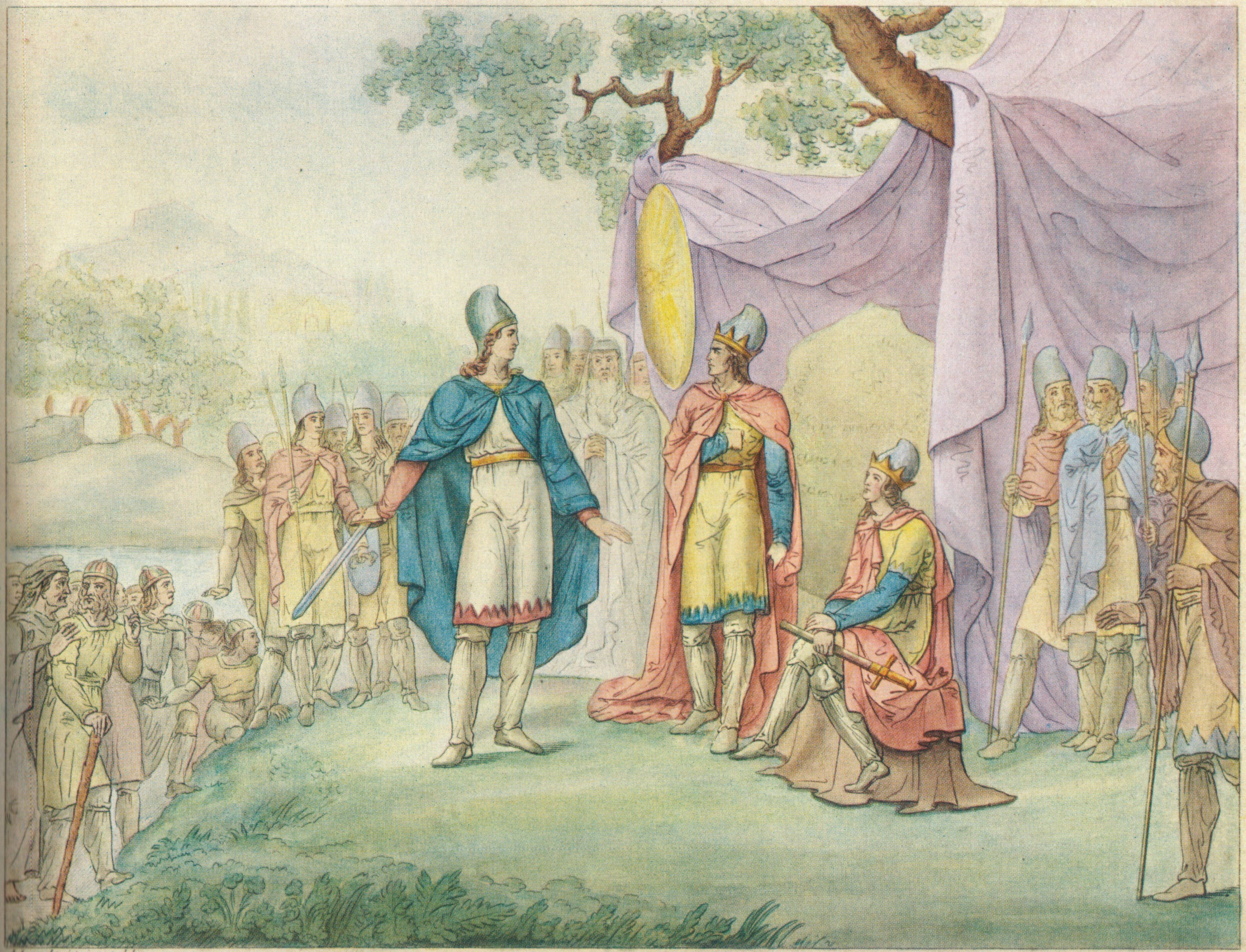
"Frithiofs frieri". Handkolorerad etsning från 1820-talet av Anders Lundquist ur tredje upplagan av Frithiofs saga.

Samtidigt med utgivningen av de två sistnämnda dikterna var Tegnér sysselsatt med arbetet på sitt största verk: Frithiofs saga. Oehlenschlägers Helge, möjligen även Fouqués Regner Lodbrok, var förebilder för den form av självständiga romanser som Tegnér valde. I slutet av 1819 talar han i brev om denna saga och sannolikt hade han redan då börjat bearbeta den. På hösten 1820 offentliggjordes i Iduna sångerna XVI–XIX. Bifallet var högljutt och enhälligt, Atterbom uttalade sig i hänförda ordalag. 1822 publicerade Iduna sångerna XX–XXIV vilka mottogs med inte mindre hänryckning. I den sista romansen, "Försoningen", ligger diktens kärna; ett slags kristnad platonism inläggs där i Baldersmyten. De erotiska sångerna fullbordades först sedan Tegnér mottagit djupa intryck av två intagande kvinnor, fru Euphrosyne Palm (1796–1851) i Lund, som inspirerat bland annat "Grannskapet" och "Fågelleken", och friherrinnan Martina von Schwerin; förbittrade utfall mot kvinnokönet i Frithiofs saga tyder på att bakom den djupa besvikelse som bemäktigade sig Tegnér vid mitten av 1820-talet, låg även besvikelser på det romantiska området. 
Först i början av 1825 hade Tegnér de första femton sångerna färdiga och i maj samma år utkom det fulländade diktverket. Tegnér tillhörde visserligen Götiska förbundet men han förklarade redan när han invalts att hur hög och patriotisk idén om återupplivandet av forntidens nordiska minnen än var borde inte förbundets ändamål inskränka sig till det. Han ville att Iduna skulle uppta även andra skaldestycken än nordiska. "Götisk" och "fosterländsk" var inte för Tegnér, som för Ling, synonymer. Men när Lings götiska poesi hotade att ge det fornnordiska dåligt rykte sökte Tegnér ge en bild av det gamla hjältelivet i en form med bibehållen historisk trovärdighet som emellertid inte var stötande för samtiden. Skalden - sådan var hans uppfattning – skriver för sin samtid. Av den vill han bli förstådd; varje från en avlägsen forntid hämtat ämne kräver därför i någon mån en "modernisering". Rätta måttet för denna kan inte uttryckas genom regler; det beror på en smakinspiration. 
Frithiofssagans oerhörda framgång tyckes bekräfta att han verkligen träffat rätt och lyckats förena trohet i teckningen av forntiden med samtidens anspråk på en sympativäckande lättfattlighet. Ett verksamt medel för att vinna detta ändamål fann han i framställningen av Frithiofs karaktär. Det högsinta och upphöjda mod som för Tegnér utmärker all sann heroism får hos honom en specifik nordisk prägel, dels genom dess benägenhet att slå över i trots och övermod, dels genom ett med detsamma förenat anlag för vemod och tungsinthet, vilket dock ingalunda utesluter det levnadsfriska. Ytterligare medel för samma ändamål bildade de utläggningar och förändringar av sagan som Tegnér vidtagit där denna, för att begagna hans egna ord, "ej fulländat sin poetiska afsöndringsprocess". 
Och härtill kom slutligen att Tegnér framställde rent allmänmänskliga förhållanden, till exempel kärleken utan allt bemödande att ge dem en bestämd tidsfärg. Så har det lyckats Tegnér att åt sin dikt skapa en form som inte endast tilltalade hans landsmän utan slog med beundran hela den bildade världen. Få svenska dikter har fått en sådan spridning som denna. I Sverige hade den tryckts i uppåt 60 upplagor redan vid sekelskiftet 1900. Danmark och Norge hade vid samma tid fem översättningar som utgetts i 22 upplagor; Tyskland hade 24 översättningar i mer än 100 upplagor; de engelska tolkningarna var då 15, upplagorna 30. Dessutom var dikten vid sekelskiftet översatt till armeniska, finska, franska, holländska, isländska, italienska, latin, polska, rumänska, ryska, tjeckiska och ungerska.

### Depressioner och vägen till biskopsstolen
Tegnér, som i juli 1822 erhållit Reslövs och Östra Karaby pastorat som personligt prebende, hade länge önskat utbyta sin professur mot ett mera inbringande ämbete. 1823 blev biskopsämbetet i Växjö ledigt. Tegnérs vän Heurlin intrigerade våldsamt för Tegnér, som måste ålägga honom varsamhet och lyckades skaffa Tegnér högsta röstetalet. Tegnér anlitade ivrigt sina vänners hjälp och den 25 februari 1824 utnämndes han till biskop. Den 9 april samma år avslutade han sina föreläsningar med ett tal om den grekiska poesins art och väsen, därtill fogande några avskedsord till den talrika åhörarkretsen om vilka Böttiger yttrade: "ur hvarje tanke framkväller en tyst suck, i hvarje ord gömmer sig en sväljd gråt." 

Följande månad for han till Uppsala där han var föremål för mycket hyllning. Den 31 maj invigdes han till biskop. Ännu två år kvarstannade han i Lund. Som ovan nämnts var han vid denna tid inne i en av de sorg- och svårmodsperioder som med 8–10 års mellanrum hemsökte honom, och hans brev bär prägel av nedstämdhet och upphetsning. Den av djup världssmärta genomandade dikten Mjältsjukan (1825) är det märkligaste uttrycket för denna depression. Den bildar en dyster motsats till den demonstrativt optimistiska Sången (1819), tillkommen i opposition mot en elegisk dikt av Gumælius. Geijer och Atterbom, som 1825 besökte Tegnér i Lund, fann honom i ett tillstånd av gränslös förtvivlan, "simmande i tårar"; han förklarade, att hans poesi var slut, bad Atterbom om förlåtelse och uppmanade honom att bli den svenska diktens räddare. Först i maj 1826 lämnade Tegnér Lund och skrev då till diktaren Carl Gustaf von Brinkman: "Afskedet kostar mer på mig, än du vet eller bör veta". 
I Växjö tillträdde han inte biskopsbostället Östrabo förrän den 1 maj 1827.

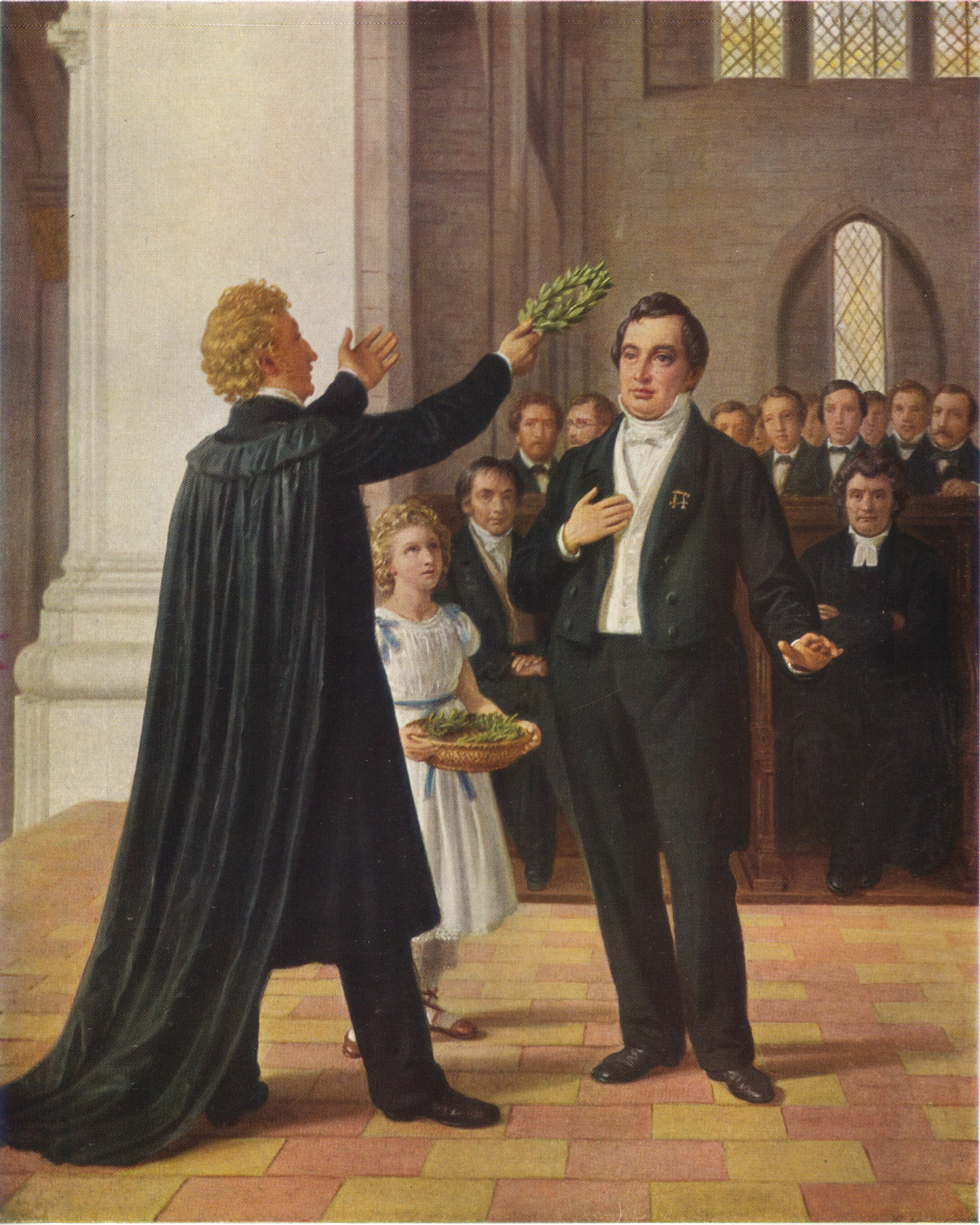
Esaias Tegnér sätter en lagerkrans på Adam Oehlenschlägers huvud i Lund 1829. Målad av Constantin Hansen (1804–1880).

Tre år efter sin avflyttning återsåg han den gamla universitetsstaden. Hans äldste son, Kristofer Tegnér, skulle vid magisterpromotionen 1829 motta lagerkransen, och då prokanslern var frånvarande, fick Tegnér i uppdrag att meddela "Venia promovendi". Han inledde akten med en "Prolog", motstycke till "Epilogen" från 1820, men hållen i en helt annan tonart. Det vilar över hela dikten ett stilla vemod som först i slutraderna försvinner och då lämnar plats åt den varmhjärtade hälsning med vilken Tegnér, "i sångens, i den evärdligas namn, förnummen i Hakon och Helge", satte lagerkransen på den av en slump vid festen närvarande Oehlenschlägers huvud. Denna enkla hyllning åt den danske skalden fick en historisk betydelse. Den bildar uppslaget till närmandet mellan de nordiska högskolornas ungdom och Tegnérs ord: "söndringens tid är förbi" fick gensvar i hela Norden.
Strängt plikttrogen började Tegnér omedelbart efter sin utnämning till biskop med iver förbereda sig för sitt nya kall. Han ville inte, sade han, "skämmas för sina präster", och under flera år studerade han nästan uteslutande teologi. Renlärig efter statskyrkans uppfattning var han ingalunda. Enligt E. Wrangel (i Skrifter tillägnade P. G. Eklund, 1911) och Nathan Söderblom var han starkt påverkad av Herders humanism och kom att stå nära de supranaturalistiska uppenbarelsetrogna rationalisterna. Hans brevväxling med Brinkman och andra vittnar om de inre strider han hade. Han hade visserligen redan 1812 blivit prästvigd och sade sig föredra att vara biskop framför kyrkoherde men biskopsämbetet tog hans tid och verksamhet i anspråk på ett sätt som han själv ofta klagade över. Med iver och framgång strävade han att höja smålandsprästernas sedliga och intellektuella bildning, och med outtröttlig iver ägnade han sig åt skolangelägenheterna; över huvud taget såg han i kyrkan framför allt en institution som skulle verka för idealiteten och humanismen i världen.
Kommendör med stora korset av Kungl. Nordstjärneorden 31 augusti 1829.
1835 invaldes Tegnér som ledamot nummer 445 av Kungliga Vetenskapsakademien, och den 13 november 1838 som hedersledamot av Kungliga Vitterhets Historie och Antikvitets Akademien.

### Tegnér som talare

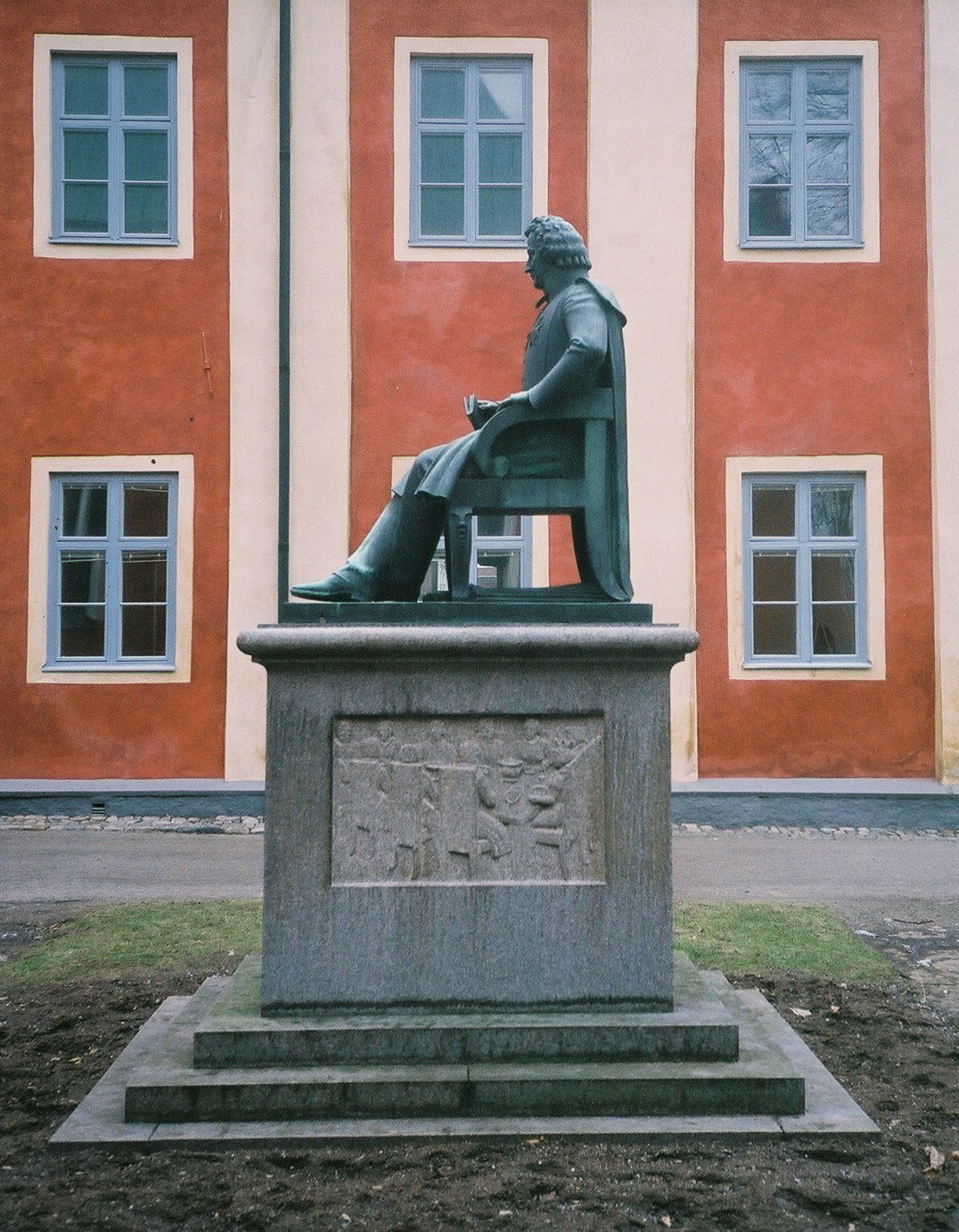
Esaias Tegnér som staty utanför Växjö katedralskolas tidigare byggnad där han höll sina berömda skoltal. Skulptör: Arvid Källström 1926.

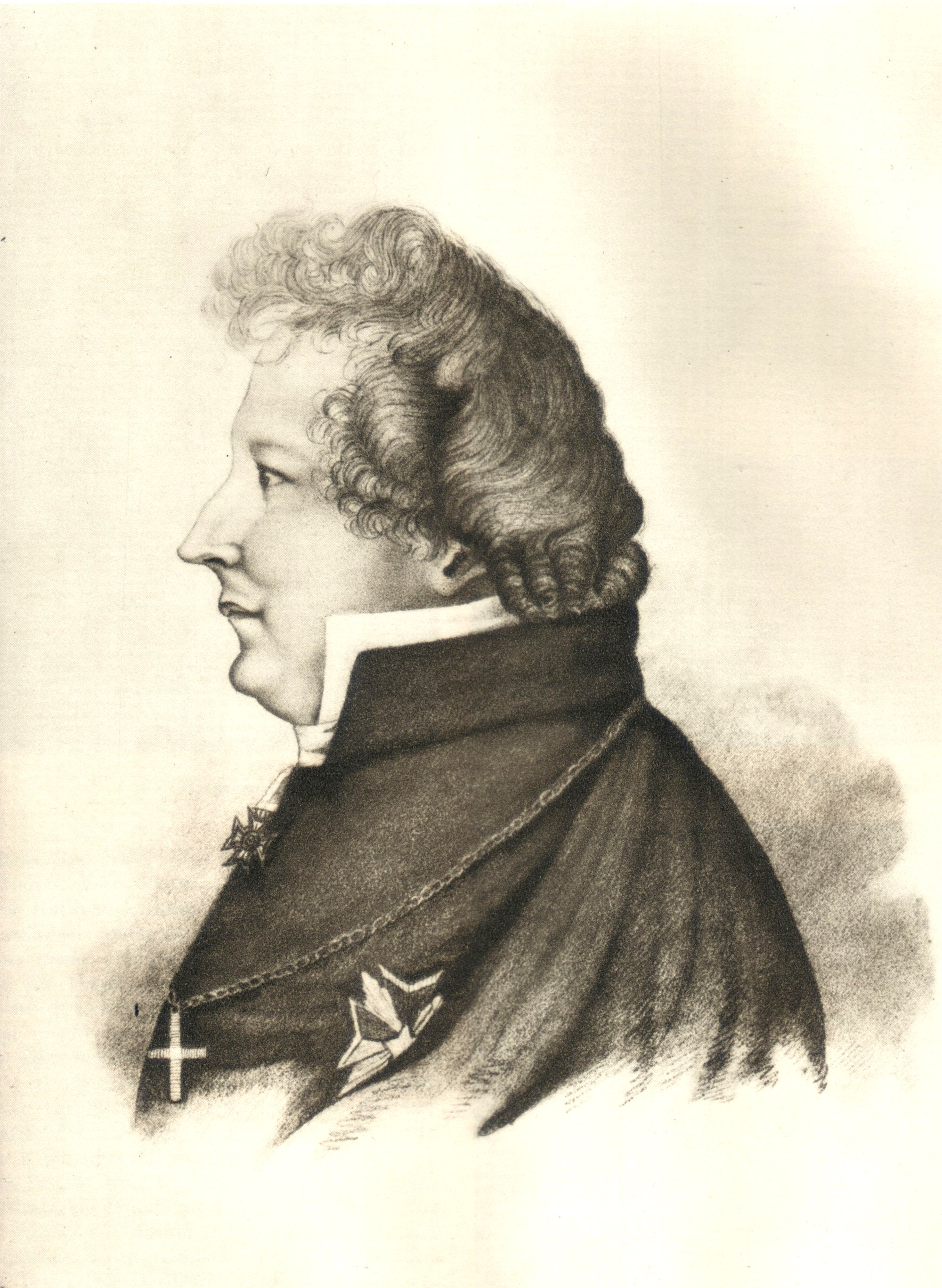
Esaias Tegnér, cirka 1838.

Fem av 1800-talets mest berömda svenskar. Från vänster: Johan Olof Wallin (ärkebiskop), Frans Michael Franzén (biskop), Jöns Jakob Berzelius (kemist), Erik Gustaf Geijer samt Esaias Tegnér. Målning av Johan Gustaf Sandberg.

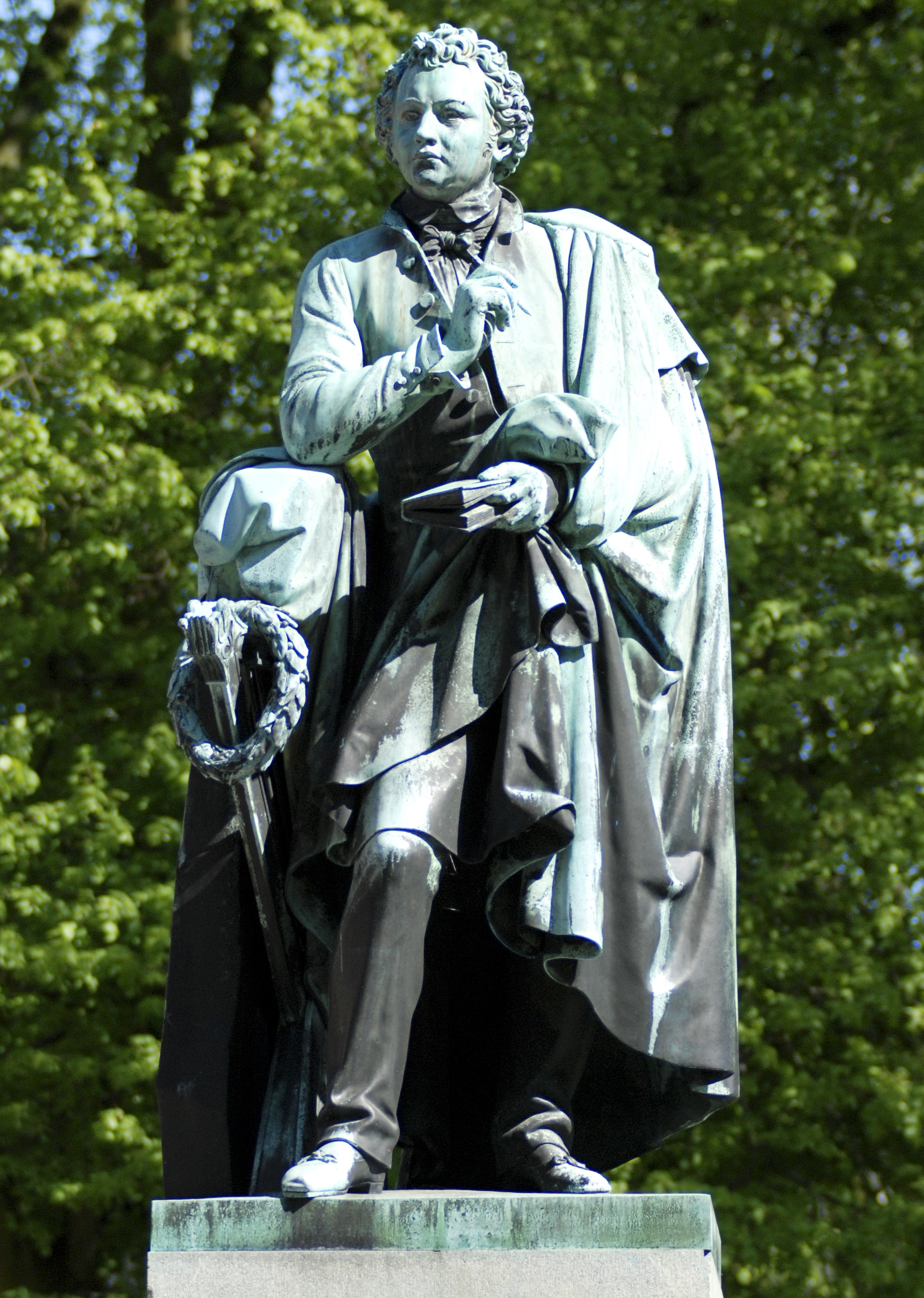
Staty av Esaias Tegnér på Tegnérsplatsen i Lund. Statyn utförd av Carl Gustaf Qvarnström 1849.

Om under dessa år Tegnér mera sällan framträdde i skrift, hördes så mycket oftare hans stämma. Både i Växjö och i Jönköping höll han vid årsexamina skoltal; ofta är dock dessa tal inte ägnade för skolungdomen, men Tegnér grep alltid tillfället att uttala sig om vad som låg honom om hjärtat, oavsett om tillfället var lämpligt eller ej. Vidare höll han tal vid prästvigningar, visitationer, kyrkoinvigningar; och alla dessa mästerstycken till såväl form som innehåll fängslade läsaren inte minst därigenom att tonen är så lyckligt lämpad efter ämnets helgd och "låter det sköna böja sig för det heliga och villigt offrar det höga för det högsta".
Som talare intar Tegnér ett rum bland de yppersta utövarna av denna konst. En rikedom av på en gång skarpsinniga och klart uppfattade tankar väller fram i hans tal. Framställningen är bländande genom de träffande uttrycken, de praktfulla och sinnrika bilderna, de fyndigt kvicka infallen; den "förenar", yttrar Agardh träffande, "det blixtrande hos Jean Paul med det klassiska och harmoniska hos Goethe". Men på samma gång har allt en friskhet och en omedelbarhet som gör att läsaren tycker sig skåda in i talarens själ. Det är med talen som med dikterna: "de sättas icke, de andas hop". Också har talaren Tegnér vunnit erkännande även av dem som inte uppskattade hans poesi. Biskop Martensen, som vuxit upp i den heibergska traditionen om Tegnérs ringa värde som poet och författare, talar i ett brev (1879) om sin "hengivenhed for Tegnér, hvem jeg væsentlig har beundret som tåler".

### Tegnér som brevskrivare
Samma friskhet och omedelbarhet som präglar Tegnérs tal finner man i ännu högre grad i hans brev. De utmärks inte av den utmejslade stil som karaktäriserar gustavianernas brevskrivningskonst. Hos Tegnér är framställningen mera naturlig och mera omväxlande. I det flytande föredraget växlar sprittande skämt med djupt allvar och man tycker sig se och höra den skrivande själv. Just detta är i epistolografiskt hänseende en förtjänst. Den härskande egenskapen är den kvicka karakteriseringskonsten med vilken han fyndigt och otvunget, åskådligt och träffande återger sina intryck och åsikter. Till stor skada förstördes av adressaten det väldiga antal brev som han på 1830-talet skrev till fru Emilie Selldén, född Ulfsax, i Växjö, som Tegnér under flera år var förälskad i. I dikter som "Den enda", "För länge sen", "Den döde" med flera som tillhör hans förnämsta lyriska alstring förklarade han sin lidelsefulla kärlek till henne.

### Lyrisk alstring under biskopstiden
Orsaken till att Tegnér som biskop inte författade lika ofta som förr låg inte bara i de hinder arbetsuppgifterna vållade utan berodde även på hans vacklande hälsa och därav föranledda depressioner. Redan i Lund hade han påbörjat dikten "Gerda" och där skrivit inledningsdikten, "Jätten Finn". Under sina sista år upptog han på nytt detta arbete men då var hans kraft svag och vad han skrev kunde inte offentliggöras. De förnämsta dikterna från denna tid är "Fågelleken" (1828), två sånger vid Gustaf-Adolfsfesten (1832), hälsningstalen i Svenska Akadademien till Agardh (1834) som innehåller ett ursinnigt anfall på liberalismen, Grafström (1840) och Atterbom (1840) samt, kanske främst av dem alla, den kända sången "Vid Svenska akademiens femtiåra minneshögtid" (1836). Även en Napoleons-dikt förskriver sig från denna tid. Eftersom det diskuterades att flytta Napoleons stoft från S:t Helena till Paris manade Tegnér i dikten "Napoleons graf" (1831) att inte rubba den väldiges vilorum: "Bland slocknade vulkaners härdar, ... en gränssten mellan tvenne världar, hans urna står – där må hon stå!"
Flertalet av dikter från dessa år utgörs av gravsånger. Sedan gammalt stod inte gravdikter i särdeles högt anseende men Tegnér kände att han ville ge det ett sant konstnärligt värde. I sitt slag svårupphinneliga mästerstycken är sångerna från denna tid över Leopold, Wallin, Jakob Faxe, Nils Trolle med flera.

### Riksdagsarbete och sinnessjukdom
Av de plikter Tegnérs nya ämbete ålade honom var en honom obehaglig: deltagandet i riksdagsarbetet. Sysselsättningen med dessa bidrog ingalunda att förbättra hans undergrävda hälsa och hans därav beroende depression. Han brydde sig föga om de konstitutionella formerna och kom snart att ställa sig fientlig mot riksdagsoppositionen och den nya tidningspressen, vars angrepp på Karl XIV Johan upprörde honom. För att återhämta sig företog han flera resor till bad- och kurorter. 1833 besökte han Karlsbad och den berömde författaren var under denna resa föremål för mycket uppmärksamhet och gjorde bekantskap med flera kända personligheter. Hälsan blev emellertid inte bättre. De följande åren företog han badresor till Varberg eller Göteborg men utan att hans tillstånd därav förbättrades. I hans brev återfinns gång på gång uttryck för hans förstörda jämvikt, exempelvis: "Min själ brinner, och mitt hjärta blöder, och esomoftast sätter sig mörkret på tankens högsäte i hjärnan. Jag lider af en sjukdom som man ger smeknamnet hypokondri, men som på ren svenska heter galenskap. Det är ett arf, som jag ej kunde bli kvitt; det stod ej i min makt att göra mig urarfva".
Ogärna infann han sig vid 1840 års riksdag; läkarna yrkade att han inte skulle resa dit, men hans vän Heurlin – i den samtida liberala pressen kallad Tegnérs onda ande – ville ha hans hjälp på den konservativa sidan och övertalade honom. Enligt ryktet skulle oppositionen, och då i första hand adelsståndet, vända sig mot kung Karl XIV Johan samt försöka framtvinga hans abdikation. Detta väckte Tegnérs ilska. Redan i slutet av 1839 offentliggjorde han dikten "Georg Adlersparres skugga" där han varnade för ett befarat press- och pöbelvälde. Efter ankomsten till riksdagen lät han utgå sin hälsning "Till svenska riddarhuset". Han påminner i denna dikt om anorna från Sveriges stormaktstid och lägger riksdagens första stånd på hjärtat att bekämpa "det lumpnas terrorism, det plattas envåldsmakt". 
Att den liberala tidningspressen skulle utpeka honom som en avfälling från frihetsidéerna var naturligt och uttrycken var våldsammare än någonsin. I slutet av juni tog han permission för att tillbringa någon tid i sitt hem, till vars ro han från riksdagens oro ivrigt längtat. Men här väntade honom början till slutet. "Efter ett vid en dusch begånget misstag", berättar Boettiger, "och ett därpå följande häftigt slaganfall märktes ögonblick af sinnesförvirring". På läkares inrådan fördes han först till huvudstaden; men vid höstens inbrott färdades han sjöledes till Peter Willers Jessens berömda anstalt för sinnessjuka i Schleswig. Under ljusa mellanstunder på denna resa skrev han "Resefantasier", av vilka särskilt den tredje ger ett gripande intryck.

### Slutet
Redan i maj 1841 kunde han återvända hem men var svag och matt. I Slesvig och strax efter hemkomsten skrev han "Kronbruden", en vardaglig idyll på hexameter, hans enda större dikt efter flyttningen från Lund. Den är av inte ringa intresse, om än, som Böttiger säger, "emellanåt lyrans slag förråda en tröttnande hand och versens metriska byggnad ej alltid är den grekiskt lätta som till exempel i 'Nattvardsbarnen'". Men man märker knappt denna tröttnande hand i den dikten beledsagande dedikationen till Franzén. Ännu några andra dikter tillhör dessa år, bland dem den stora "Till Karl XIV Johan" med en nationalkaraktäristik; den var avsedd att vara dedikation av Tegnérs samlade dikter, men kungen avböjde. 1845 uppträdde han sista gången på Växjö gymnasium och uppläste med svag och stapplande röst en avskedshälsning till de avgående eleverna. I augusti samma år begärde och erhöll han tjänstledighet. Förnyade slaganfall hade alltmera nedsatt hans krafter. En av hans sista dikter är "Afsked till min lyra". Där uttalar han: "Egentligt lefde jag blott, då jag kvad." Där hör man hans sista toner klinga i avskedsorden: "Förvissna, Febi lager, på min panna, dö på min tunga, du min sista sång!" Anmärkningsvärd är "Sångmön och drömmen", en dialog, där bland annat romantikens mystik utvecklas. 
I oktober 1846 förlamade ett slaganfall hans vänstra sida, och den 2 november samma år, kort före midnatt, avled han. Han begravdes på Växjö kyrkogård.
I Stockholm, Lund, Uppsala, Växjö och Jönköping firades minnesfester till Tegnérs ära. Den 22 juni 1853 blev på Tegnérsplatsen vid Lundagård i Lund hans av Qvarnström modellerade bildstod med stor högtidlighet och under allmänt deltagande avtäckt. Länge högtidlighöll Lunds studenter den 4 oktober, årsdagen av Tegnérs inskrivning vid Lunds universitet. Och av den bostad han som professor innehade (Tegnérshuset) är två rum bevarade, av vilka det ena var familjens matsal och det andra Tegnérs arbetsrum där han diktade "Frithiof", "Axel" och "Nattvardsbarnen". Dessa rum bildar nu ett Tegnérmuseum som innehåller möbler, böcker och småsaker vilka tillhört Tegnér, vidare ett bibliotek av inhemsk och utländsk tegnérlitteratur samt porträtt såväl av honom själv, från olika levnadsåldrar, som av hans äldre och yngre svenska samtida.

## Tegnérs umgänge

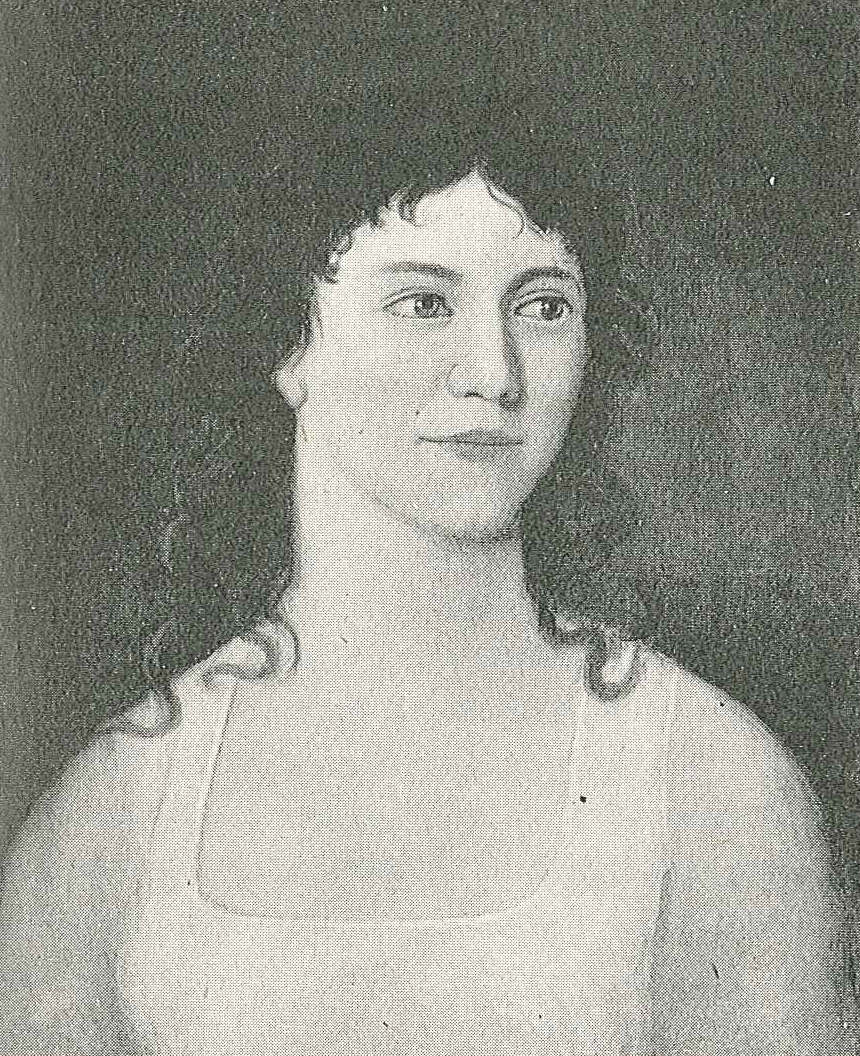
Ungdomsporträtt av Tegnérs hustru Anna Myhrman (1785–1853).

### Anna Myhrman
Esaias Tegnér kom till Rämmens bruk sommaren 1797 när han var 14 år då hans äldre bror Lars Gustaf fått plats som informator. Bruket ägdes av Kristoffer Myhrman som hade nio söner och två döttrar, däribland den då 12-åriga Anna Myhrman. På hösten 1798 återkom Tegnér dit som informator åt familjens yngre söner. Man vet att Anna gömde undan stearinljus till Tegnér så att han skulle kunna läsa Iliaden och Odysséen. I ett brev till sin bror Elof i maj 1799 har han anförtrott honom sin kärlek för Anna, för säkerhets skull skrivet med grekiska bokstäver.
Tegnér började studera vid Lunds universitet men med hjälp av sin bror Elof kunde han i hemlighet skicka brev till fru Myhrman och hennes dotter bakom ryggen på Kristoffer Myhrman. Misstankar om att Anna Myhrman stod i brevkontakt med en yngling från Värmland hade gjort Tegnér svartsjuk. Sommaren 1802 besökte han åter Rämmen och där kunde eventuella missförstånd klaras upp. I de ringar som växlades vid bröllopet stod "den 4 augusti 1802" och enligt traditionen har de den dagen förlovat sig i hemlighet. Tegnér var tvungen att finna någon tjänst med rimlig avlöning; den hemliga förlovningen gjorde att Anna Myhrman ändå blev uppvaktad av andra. Den officiella förlovningen dröjde till midsommar 1805. I februari 1806 köpte Tegnér en gård på Stora Gråbrödersgatan i Lund. Den 22 augusti 1806 gifte de sig på Rämmens bruk och på hösten flyttade de in i huset på Gråbrödragatan där de kom att stanna i sju år. 1813 flyttade familjen in i ett envåningshus i hörnet av Gråbrödragatan och Klostergatan och där bodde de fram till 1826 när de flyttade till Växjö, där Tegnér utnämnts till biskop.
Under förlovningstiden hade Tegnér skrivit en rad tillfällighetsverser till henne där han kallade henne Laura efter Francesco Petrarca. Den enda dikt som uttryckligen handlar om Anna Myhrman, Julbrev till min hustru är daterad till 1810-talet. Anna Myhrman verkar ha varit en duktig professorsfru med stort ansvar för hus och familj.

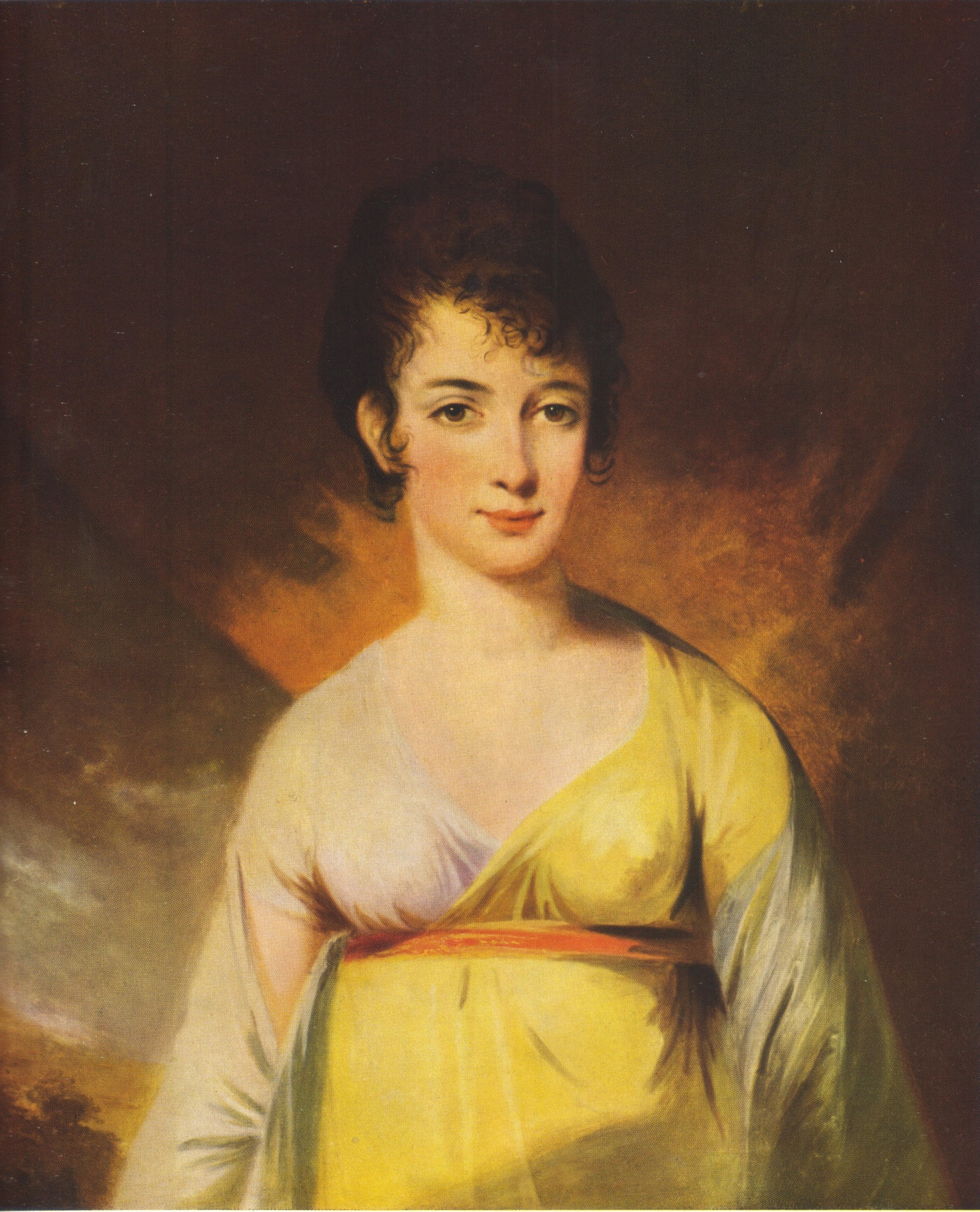
1816 träffade Tegnér Martina von Schwerin för första gången. Hon blev den kvinna som betydde mest för Tegnér, även om hon var gift med hovstallmästare Verner Gottlob von Schwerin sedan 1804.

### Martina von Schwerin
Vid ett besök på Ramlösa brunn 1816 lärde Tegnér känna friherrinnan Martina von Schwerin (1789–1875). Hon hade gift sig vid 15 års ålder med hovstallmästaren Werner Gottlob von Schwerin. I Stockholm hade hon lärt känna Svenska Akademiens ständige sekreterare Nils von Rosenstein och senare författaren Carl Gustaf von Brinkman som båda uppmuntrande hennes intresse för litteratur. Hennes korrespondens med Brinkman uppgår till cirka 800 brev, hans brev till henne är flera gånger större. 1815 flyttade paret till Sireköpinge utanför Landskrona. Martina von Schwerin hade 1813 fått upp ögonen för Tegnér. När en plats blev ledig i Svenska Akademien 1818 skrev hon till både Rosenstein och Brinkman att det var dags att välja in Tegnér, vilket också skedde.
1820 besökte Tegnér Sireköpinge och det verkar som om Tegnér har haft varma känslor för henne. De utbytte regelbundet brev men hennes tankar om förhållandet med Tegnér kan följas i breven till Brinkman. Från hennes sida var det aldrig tal om annat än vänskap. Den 30 augusti 1824 besökte Tegnér Sireköpinge men där hände något som fick Tegnér att under kvällen i största hast lämna Sireköpinge trots att Martina von Schwerin enträget bad honom att stanna. Hans känslor för Martina von Schwerin och den hastiga brytningen har funnits i bakgrunden när Tegnér avslutade sin Frithiofs saga med Frithiofs olyckliga kärlek till drottning Ingeborg
Trots brytningen återupptog de snart kontakten. Från 1835 titulerades hon "min älskade friherrinna" i breven, senare samma år "Älskade Martina" och därefter blev det ett ömsesidigt "du".

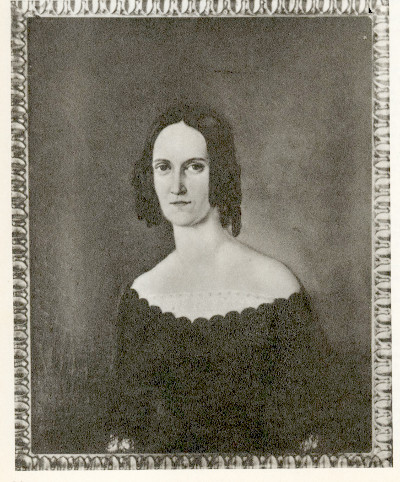
Emili Selldén.
Oljemålning av Carl Peter Lehmann.

### Emili Selldén
Tegnér utnämndes till biskop i Växjö stift och flyttade till Växjö 1826. Som biskop träffade han naturligtvis stadens mest betydande invånare. På annandag jul 1831 gifte sig den tillförordnade bataljonsläkare Selldén med den då blott 19-åriga Emili Selldén (1812–1858) och vigseln förrättades av Tegnér. Hon har beskrivits som mycket vacker och nöjeslysten och den betydligt äldre Tegnér förälskade sig i henne. Hur förhållandet har varit mellan de två är svårt att i efterhand rekonstruera då hans brev till henne brann upp i stadsbranden i Växjö 1838. Tegnér uppskattade själv att han skrev 600–700 brev till henne. Kvar finns dock de dikter som Tegnér skrev om henne samt de upplysningar han lämnade i brev till andra. Klart är att relationen mellan de två blev intim från och med hösten 1833. I staden har det skvallrats om de två, vilket besvärade dem bägge, och även Tegnér insåg att det fanns gränser för vad en biskop kan göra.
När det närmare förhållandet mellan de två upphörde är också svårt att närmare ange. Tegnér har åtminstone fram till 1839 skrivit brev till sina vänner om sin olyckliga kärlek. I ett brev till Bernhard von Beskow på hösten 1835 skrev Tegnér: "Mitt förhållande till E. måste brytas, då småstadsskvallret håller på att alldeles förstöra hennes rykte och dessutom så irriterat mig att jag brutit med alla bekanta i staden, och utarbetat dem till mina fiender. Jag återvänder väl från denna digression igen till mitt vanliga liv, varifrån jag nu i två år varit skild; men med brustet hjärta och förlamade vingar." Bland Tegnérs dikter som anses handla om Emili Selldén finns "Den döde" och "Ögonen". I den sistnämnda dikten skriver Tegnér: "Två himlar äro mig de båda / två himlar med Guds Englar i / Kom, låt mig än en gång dem skåda / kom till mitt hjerta Emili!"

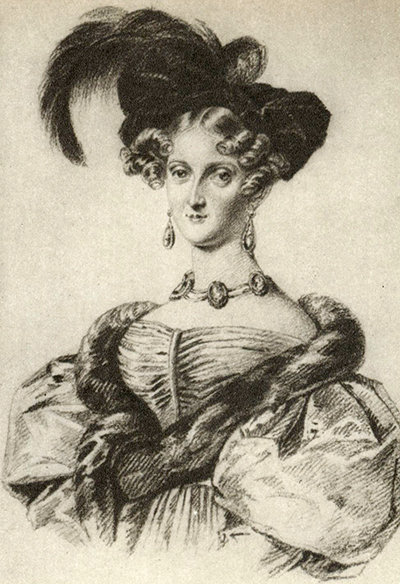
Hilda Wijk.
Teckning av Maria Röhl 1834.

### Hilda Wijk
Under den period när Tegnér var som mest förälskad i Emili Selldén träffade han den då 24-åriga Hilda Wijk (1810–1890) på en bjudning hemma hos vännen Carl Gustaf von Brinkman. Hon var då sedan några år gift med kommerserådet Olof Wijk. Från och med 1835 började Tegnér och Hilda Wijk skriva brev till varandra. Sommaren 1837 stannade Tegnér för att besöka Göteborgs varmbadhus men också för att få träffa Hilda Wijk. Vid hans besök på Wijks sommarbostad Bokedal utanför Jonsered har det skett någon form av muntlig kärleksförklaring från hans sida som hon avvisade. Hon förklarade att hon älskade sin make och förhållandet mellan de två blev därefter strikt vänskapligt. Två av Tegnérs dikter förknippas med Hilda Wijk, "Erotik" och "Varningen".

## Dottern Disa

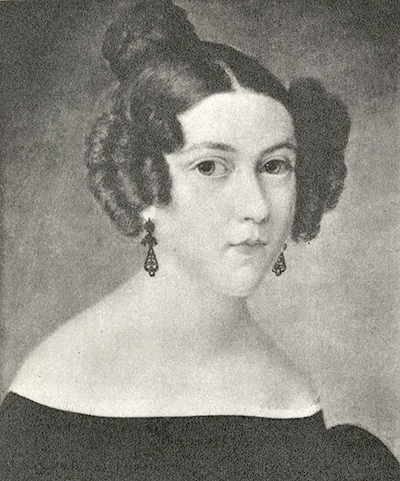
Dottern Disa. Oljemålning av Carl Peter Lehmann 1836.

Hans dotter, Disa Gustava Tegnér, föddes 1813. Hon gifte sig 1830 med löjtnanten J. P. Kuhlberg, men blev änka fem år senare, och återvände till barndomshemmet. "Vi grubbla i kapp", skrev hennes far om denna tid, "och finna livets vardagslag rätt osmakligt." 1844 gifte hon om sig med Carl Wilhelm Böttiger.  Fadern, som vid denna tid hunnit bli sjuklig uttryckte sin saknad efter dottern bland annat i orden "[h]uru mycket jag längtar efter dig och saknar dig när jag lagt mig, vill jag ej säga. Men jag måste dock berätta dig, att om aftnarna när jag lagt mig och innan jag somnar..., ligger jag och lyssnar, om jag icke hör något prassla, såsom du brukade; men ingenting hörs av." Genom den tegnérska familjeförbindelsen kom Disas make att bli redaktör för den första utgåvan av Tegnérs samlade verk (7 band, Stockholm 1847–1851), till vilken han också författade en "lefnadsbeskrifning" över sin svärfar.

## Kyrkobyggnader
Tegnér ivrade kraftigt för att äldre kyrkobyggnader skulle rivas och ersättas med, i hans tycke, mera ändamålsenliga kyrkor. Denna uppfattning väckte emellertid opposition. Det berättas att Tegnér vid ett tillfälle skulle ha blivit bokstavligen utsparkad från Granhults kyrka då han hade föreslagit dess rivning. De nya kyrkor som byggdes under Esaias Tegnérs tid var ofta stora, nyklassicistiska och ganska anonyma skapelser, därav benämningen Tegnérlador.

## Kuriosa
Då Tegnér 1840 som sinnessjuk blivit förd till Stockholm, besökte Bernhard von Beskow honom och fann honom sittande vid sitt skrivbord. Sedan Tegnér besvarat den inträdandes hälsning, yttrade han: "Vet du vad jag sysselsätter mig med? Jo, jag undersöker guldhalten hos våra svenska skalder. Och vet du vilken som har den största? Det har Franzén. Tänk dig, 90 procent guld! Guld nästan alltihop". – "Nå, än du själv?" – "Nej! Nej! Jag når icke dit". – "Men tänk på Frithiof, Axel, Nattvardsbarnen, Svea!" – "Ja, nog har jag tagit dem i beräkning. Jag har räknat och räknat; men, omöjligt! Det högsta, till vilket jag någon gång hunnit, är 75 procent".
Gustaf Frödings dikt Hans högvördighet biskopen i Växjö handlar om Esaias Tegnér; Fröding föreställer sig här hur den snillrike diktaren vantrivs med livet i den skvallriga småstaden och umgänget med den bigotta prästkåren.

### Originalutgåvor i urval
- Axel: en romans. Lund. 1822. Libris 2143406. https://litteraturbanken.se/f%C3%B6rfattare/Tegn%C3%A9rE/titlar/Axel/sida/1/faksimil?om-boken
- Nattvards-barnen. Lund. 1820. Libris 2428347. https://litteraturbanken.se/f%C3%B6rfattare/Tegn%C3%A9rE/titlar/NattvardsBarnen/sida/1/faksimil?om-boken
- Frithiofs saga. Stockholm. 1825. Libris 2224991. https://litteraturbanken.se/f%C3%B6rfattare/Tegn%C3%A9rE/titlar/FrithiofsSaga/sida/1/etext?om-boken
- Smärre samlade dikter. Stockholm. 1828. Libris 2428339
- Tal vid särskilta tillfällen. 1-3. Stockholm. 1831-1842. Libris 1495367
  -  1. 1831. Libris 9szvgmbx7n7b87xc. https://litteraturbanken.se/författare/TegnérE/titlar/TalVidSärskiltaTillfällen1/info
  -  2. 1841. Libris 11717820. https://litteraturbanken.se/författare/TegnérE/titlar/TalVidSärskiltaTillfällen2/info
  -  3. 1842. Libris 4msp9ftt2rjrpcd8. https://litteraturbanken.se/författare/TegnérE/titlar/TalVidSärskiltaTillfällen3/info

### Urval och samlade verk
- Esaias Tegnérs samlade skrifter. 1-7  / [utg. och med lefnadsteckning af af C.V. Böttiger]... Stockholm: Fritze. 1847-1851. Libris 2145482
- Esaias Tegnérs efterlemnade skrifter: ny samling. 1-3. Stockholm: Beijer. 1873–1874. Libris 663425
  -  Band 1, Bref. 1873. Libris 663426. https://litteraturbanken.se/f%C3%B6rfattare/Tegn%C3%A9rE/titlar/EfterlemnadeSkrifter1/sida/-2/faksimil?om-boken
  -  Band 2, Bref. 1874. Libris 663427. https://litteraturbanken.se/f%C3%B6rfattare/Tegn%C3%A9rE/titlar/EfterlemnadeSkrifter2/sida/-2/faksimil?om-boken
  -  Band, 3 Dikter ; Blandade skrifter på prosa. 1874. Libris 663428. https://litteraturbanken.se/f%C3%B6rfattare/Tegn%C3%A9rE/titlar/EfterlemnadeSkrifter3/sida/-2/faksimil?om-boken
- Samlade skrifter. 1-7 (Jubelfestupplaga). Stockholm: Norstedts. 1882–1885. Libris 78361 - Utgivna och med kommentarer av Elof Tegnér.
- Filosofiska och estetiska skrifter / utgivna av Albert Nilsson och Bert Möller ; med en inledande avhandling av Albert Nilsson. Stockholm: Norstedts. 1913. Libris 54573
- Samlade skrifter. 1-10 (Ny kritisk uppl., kronologiskt ordnad /utgifven af Ewert Wrangel och Fredrik Böök). Stockholm: Norstedts. 1918–1925. Libris 8198189. https://runeberg.org/tegnersam/
- Samlade skrifter. 1-2 (Nationalupplaga). Stockholm: Norstedts. 1923. Libris 1509295 - mindre Urval med en levnadsteckning av Fredrik Böök.
- Dikter / i urval av Johannes Edfelt.. Den svenska lyriken, 99-0110782-2. Stockholm: Bonnier. 1943. Libris 168894. https://litteraturbanken.se/f%C3%B6rfattare/Tegn%C3%A9rE/titlar/DikterUrval/sida/3/faksimil?om-boken
- Esaias Tegnérs kyrkliga tal / utgivna av Barbro Wallgren Hemlin på uppdrag av Tegnérsamfundet. 2017-
  -  1, Åren 1813-1823. Skellefteå: Artos. 2017. Libris 20719261. ISBN 9789175808093
  -  2, Åren 1824-1830. Skellefteå: Artos. 2019. Libris 2bwrwt2w05j3j779. ISBN 9789177770442
  -  3, Åren 1831-1836. Skellefteå: Artos. 2022. Libris k000tmr3h9kvmdfk. ISBN 9789177771708

#### Enskilda verk utgivna och med kommentarer av Berhard Risberg
- Fritiofs Saga : Svea ; Nattvardsbarnen ; Axel. Stockholm: Bröd. Lindström. 1928. Libris 1336121
- Lyriska dikter. Stockholm. 1929. Libris 23657 - 11 volymer.

### Brev
- Ur Esaias Tegnérs papper : urval af samtida bref till Esaias Tegnér  / [utg. Elof Tegnér..]. Stockholm: Beijer. 1882. Libris 364555. https://litteraturbanken.se/f%C3%B6rfattare/Tegn%C3%A9rE/titlar/UrEsaiasTegn%C3%A9rsPapper/sida/2/faksimil?om-boken
- Esaias Tegnérs brev / [redaktör: Nils Palmborg ; Tegnérsamfundet]. Malmö: Allhem. 1953–1976. Libris 124737
  -  1, 1793–1817. 1953. Libris 18151554. http://litteraturbanken.se/forfattare/TegnerE/titlar/TegnersBrevI/info
  -  2, 1818–1823. 1954. Libris 18151167. http://litteraturbanken.se/forfattare/TegnerE/titlar/TegnersBrevII/info
  -  3, 1824–1825. 1954. Libris 18151166. http://litteraturbanken.se/forfattare/TegnerE/titlar/TegnersBrevIII/info
  -  4, 1826–1827. 1955. Libris 18151165. http://litteraturbanken.se/forfattare/TegnerE/titlar/TegnersBrevIV/info
  -  5, 1828–1829. 1956. Libris 18151164. http://litteraturbanken.se/forfattare/TegnerE/titlar/TegnersBrevV/info
  -  6, 1830–1832. 1958. Libris 18151163. http://litteraturbanken.se/forfattare/TegnerE/titlar/TegnersBrevVI/info
  -  7, 1833–1835. 1960. Libris 18151162. http://litteraturbanken.se/forfattare/TegnerE/titlar/TegnersBrevVII/info
  -  8, 1836–1838. 1963. Libris 18151161. http://litteraturbanken.se/forfattare/TegnerE/titlar/TegnersBrevVIII/info
  -  9, 1839–1840. 1969. Libris 18151160. http://litteraturbanken.se/forfattare/TegnerE/titlar/TegnersBrevIX/info
  -  10, 1841–1845. 1970. Libris 18151159. http://litteraturbanken.se/forfattare/TegnerE/titlar/TegnersBrevX/info
  -  11, Supplement och personregister. 1976. Libris 18151158. ISBN 9170040443. http://litteraturbanken.se/forfattare/TegnerE/titlar/TegnersBrevXI/info
- Brevsamling : breven till Tegnér. Lund: Universitetsbiblioteket, Lunds universitet - Digitalt faksimil av manuskript.
  -  1, 1801–1811. https://litteraturbanken.se/f%C3%B6rfattare/Tegn%C3%A9rE/titlar/BrevenTillTegn%C3%A9rMS_1/sida/3/faksimil
  -  2, 1812–1819. https://litteraturbanken.se/f%C3%B6rfattare/Tegn%C3%A9rE/titlar/BrevenTillTegn%C3%A9rMS_2/sida/1/faksimil
  -  3, 1820–1823. https://litteraturbanken.se/f%C3%B6rfattare/Tegn%C3%A9rE/titlar/BrevenTillTegn%C3%A9rMS_3/sida/1/faksimil
  -  4, 1824–1825. https://litteraturbanken.se/f%C3%B6rfattare/Tegn%C3%A9rE/titlar/BrevenTillTegn%C3%A9rMS_4/sida/1/faksimil
  -  5, 1826. https://litteraturbanken.se/f%C3%B6rfattare/Tegn%C3%A9rE/titlar/BrevenTillTegn%C3%A9rMS_5/sida/1/faksimil
  -  6, 1827. https://litteraturbanken.se/f%C3%B6rfattare/Tegn%C3%A9rE/titlar/BrevenTillTegn%C3%A9rMS_6/sida/1/faksimil
  -  7, 1828–1829. https://litteraturbanken.se/f%C3%B6rfattare/Tegn%C3%A9rE/titlar/BrevenTillTegn%C3%A9rMS_7/sida/1/faksimil
  -  8, 1830–1831. https://litteraturbanken.se/f%C3%B6rfattare/Tegn%C3%A9rE/titlar/BrevenTillTegn%C3%A9rMS_8/sida/1/faksimil
  -  9, 1832–1833. https://litteraturbanken.se/f%C3%B6rfattare/Tegn%C3%A9rE/titlar/BrevenTillTegn%C3%A9rMS_9/sida/1/faksimil
  -  10, 1834–1836. https://litteraturbanken.se/f%C3%B6rfattare/Tegn%C3%A9rE/titlar/BrevenTillTegn%C3%A9rMS_10/sida/1/faksimil
  -  11, 1837–1838. https://litteraturbanken.se/f%C3%B6rfattare/Tegn%C3%A9rE/titlar/BrevenTillTegn%C3%A9rMS_11/sida/1/faksimil
  -  12, 1839–1840. https://litteraturbanken.se/f%C3%B6rfattare/Tegn%C3%A9rE/titlar/BrevenTillTegn%C3%A9rMS_12/sida/1/faksimil
  -  13, 1841–1846 samt odaterade bref. https://litteraturbanken.se/f%C3%B6rfattare/Tegn%C3%A9rE/titlar/BrevenTillTegn%C3%A9rMS_13/sida/1/faksimil

### Särskilt kända dikter
- Till min hembygd (1804)
- Det eviga (1810)
- Prästvigningen (1812) ("Den fromma skaran tränger till altarfoten re'n"); Dikten skildrar en prästvigning i självupplevd form ("Det susar för mitt öra, Guds ande sänker sig").
- Kyssarna; ett exempel på skaldens sprudlande humor
- Språken (1817); känd för att svenskan utropas till "ärans och hjältarnas språk".
- Mjältsjukan
- Karl XII; dikten har tonsatts av Otto Edvard Westermark och är också känt som Kung Karl eller Kung Karl, den unge hjälte. Finns på Wikisource.
- Skål i Götiska förbundet
- Hjelten (1827); senare belönad med Svenska Akademiens stora pris.